# Liste der Monuments historiques in Belfort
Die Liste der Monuments historiques in Belfort führt die Monuments historiques in der französischen Stadt Belfort auf.

## Liste der Bauwerke
| Bezeichnung                           | Beschreibung | Standort | Kennzeichnung | Schutzstatus | Datum | Bild |
| ------------------------------------- | ------------ | -------- | ------------- | ------------ | ----- | ---- |
| Kathedrale Saint-Christophe           |              | (Lage)   | PA00101135    | Classé       | 1930  |      |
| Jüdischer Friedhof                    |              | (Lage)   | PA90000010    | Inscrit      | 2007  |      |
| École Jules Heidet                    |              | (Lage)   | PA90000007    | Inscrit      | 2004  |      |
| Église de Brasse                      |              | (Lage)   | PA00101134    | Inscrit      | 1980  |      |
| Kirche Ste-Jeanne-d’Arc               |              | (Lage)   | PA90000004    | Inscrit      | 1999  |      |
| Épicerie du Lion                      |              | (Lage)   | PA90000005    | Inscrit      | 2002  |      |
| Habitat fortifié du Bois de la Miotte |              | (Lage)   | PA00125421    | Inscrit      | 1993  |      |
| Habitat fortifié du Haut du Mont      |              | (Lage)   | PA00125422    | Inscrit      | 1993  |      |
| Hôtel du Gouverneur                   |              | (Lage)   | PA00101138    | Inscrit      | 1929  |      |
| Hôtel de Ville                        |              | (Lage)   | PA00101139    | Classé       | 1922  |      |
| Löwe von Belfort                      |              | (Lage)   | PA00101140    | Classé       | 1931  |      |
| Haus Nr. 18, rue Metzger              |              | (Lage)   | PA90000006    | Inscrit      | 2003  |      |
| Markthalle                            |              | (Lage)   | PA00101141    | Inscrit      | 1983  |      |
| Brunnen Petite fontaine               |              | (Lage)   | PA00101137    | Classé       | 1908  |      |
| Square Émile-Lechten                  |              | (Lage)   | PA00101160    | Inscrit      | 1992  |      |
| Synagoge                              |              | (Lage)   | PA00101143    | Inscrit      | 1983  |      |
| Zitadelle Belfort und Stadtmauer      |              | (Lage)   | PA00101142    | Classé       | 1907  |      |

## Liste der Objekte
- Monuments historiques (Objekte) in Belfort in der Base Palissy des französischen Kultusministeriums